# Bol alimentaire
Pour les articles homonymes, voir Bol et Bolus.
Le bol alimentaire (ou bolus) est défini, en physiologie, par la masse compacte et homogène d'aliments ingérés, mastiqués et imprégnés de salive, formée sur la partie supérieure de la langue et  prête à être déglutie en un seul temps. La création du bol alimentaire constitue le temps buccal (ou oral) de la digestion. On parle également de « bol salivaire » pour la déglutition « à vide », c'est-à-dire sans aliment ingéré. 

## Phases
Chez l'Humain, le bol alimentaire est porté au pharynx grâce à une contraction volontaire : c'est la phase pharyngienne. Puis, il suit le trajet de la bouche de l'œsophage jusqu'au cardia de l'estomac par péristaltisme (processus réflexe) : c'est la phase œsophagienne. Le bol alimentaire, transformé par ces différentes étapes, formera le chyme après le passage gastrique. 

## Autres utilisations
La notion de bol alimentaire est également utilisée en sciences sociales pour décrire le contenu typique des repas à une époque particulière ou sur un territoire donné. On pourra ainsi parler du « bol bamakois » pour faire référence aux aliments typiquement consommés par les Bamakois.